# Mihail Davidoglu

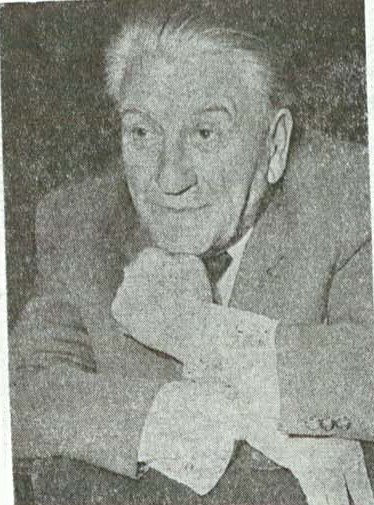
Mihail Davidoglu (1985)

Mihail Davidoglu (eigentlich Moise Davidson; geboren 11. November 1910 in Hârlău; gestorben am 17. August 1987 in Bukarest) war ein rumänischer Dramatiker und einer der bedeutendsten Vertreter des sozialistischen Realismus im rumänischen Theater des 20. Jahrhunderts.

## Leben
Mihail Davidoglu wurde in eine jüdische Familie geboren. Sein Vater Mihail Davidoglu war Hafenarbeiter, seine Mutter Clara (geb. Kochen). Nach dem Besuch des Israelitischen Gemeinschaftsgymnasiums in Galați, das er 1929 mit dem Abitur abschloss, studierte er von 1929 bis 1932 an der Fakultät für Literatur und Philosophie der Universität Bukarest.
Nach dem Studium arbeitete Davidoglu zunächst als Lateinlehrer (1932–1941), bevor er nach dem Zweiten Weltkrieg als Beamter im Ministerium für Kunst (1945–1948) tätig war. Außerdem war er eine Zeit lang Präsident des Kulturkomitees im Sektor 1 von Bukarest und hatte verschiedene Funktionen im rumänischen Schriftstellerverband inne.
Davidoglu war Mitglied der Rumänischen Kommunistischen Partei und setzte sich aktiv für die kulturellen und ideologischen Ziele des sozialistischen Staates ein. Er war mit der Dichterin Ecaterina Cavarnali-Davidoglu verheiratet, die aus einer bessarabisch-bulgarischen und gagausischen Familie stammte.

## Literarischer Stil und Bedeutung
Davidoglu gilt als Vertreter des sozialistischen Realismus in Rumänien. Seine Stücke zeichnen sich durch klar umrissene „positive“ Figuren aus – meist Arbeiter oder Bauern, die als Vorbilder für den „neuen Menschen“ der sozialistischen Gesellschaft dienen sollen. Ihnen stehen „negative“ Figuren gegenüber, häufig ehemalige Bürgerliche, die sich gegen die neue Ordnung stellen. Die Konflikte werden meist zugunsten des sozialistischen Fortschritts gelöst und sind geprägt von optimistischer Rhetorik und zugänglicher Sprache, die mit regionalen Ausdrücken und volkstümlichen Elementen angereichert ist.
Davidoglus Werke spiegeln die ideologischen Vorgaben des sozialistischen Realismus wider, der in den kommunistischen Staaten Osteuropas nach sowjetischem Vorbild als verbindlicher Kunststil eingeführt wurde. Ziel war es, die Bevölkerung im Geiste des Sozialismus zu erziehen und die Errungenschaften der Arbeiterklasse und der Partei zu verherrlichen.

## Hauptwerke
- Marinarul smirniot (1936)
- Omul din Ceatal (1943 geschrieben, 1947 uraufgeführt)
- Minerii (1949)
- Cetatea de foc (1950; Uraufführung 1951 am Nationaltheater Cluj)
- Horia (1955, Drama in vier Akten)
- Orașul în flăcări (1955)
- Un om în noapte (1965)
- Pe drumul fără de întoarcere al iubirii (1967)
- Ochii dragi ai bunicului (1970)
- Străbunul (1971)
- Neamul Arjoca (Trilogie, 1972)
- Platforma magică (1983)
- Cele trei Marii din vale (1983)
- Noi, cei din vale (1983)
- Din pragul veșniciei (1983)
- Suflete în furtună (1986)

## Auszeichnungen
- Preis der Rumänischen Akademie (1949)
- Medaille zur Erinnerung an das fünfjährige Bestehen der Volksrepublik Rumänien (1952)
- „Stern der Volksrepublik Rumänien“, 4. Klasse (1959)
- Kultur-Verdienst-Orden, 2. Klasse (1971)